# Gmina miejska Koper
Gmina miejska Koper (słoweń.: Mestna občina Koper) – gmina w Słowenii, w 2002 roku liczyła 47500 mieszkańców.
W roku 2011 na podstawie przeprowadzonego referendum z gminy wydzielono miejscowość Ankaran, która utworzyła osobną gminę.

## Miejscowości
Miejscowości wchodzące w skład gminy miejskiej Koper:

- Abitanti
- Babiči
- Barizoni
- Belvedur
- Bertoki
- Bezovica
- Bočaji
- Bonini
- Boršt
- Bošamarin
- Brežec pri Podgorju
- Brezovica pri Gradinu
- Brič
- Butari
- Čentur
- Cepki
- Cerej
- Čežarji
- Črni Kal
- Črnotiče
- Dekani
- Dilici
- Dol pri Hrastovljah
- Dvori
- Elerji
- Fijeroga
- Gabrovica pri Črnem Kalu
- Galantiči
- Gažon
- Glem
- Gračišče
- Gradin
- Grinjan
- Grintovec
- Hrastovlje
- Hrvatini
- Kampel
- Karli
- Kastelec
- Kolomban
- Koper – siedziba gminy
- Koromači-Boškini
- Kortine
- Kozloviči
- Koštabona
- Krkavče
- Krnica
- Kubed
- Labor
- Loka
- Lopar
- Lukini
- Manžan
- Marezige
- Maršiči
- Močunigi
- Montinjan
- Movraž
- Olika
- Osp
- Peraji
- Pisari
- Plavje
- Pobegi
- Podgorje
- Podpeč
- Poletiči
- Pomjan
- Popetre
- Prade
- Praproče
- Predloka
- Pregara
- Premančan
- Puče
- Rakitovec
- Rižana
- Rožar
- Sirči
- Smokvica
- Socerb
- Sočerga
- Sokoliči
- Spodnje Škofije
- Srgaši
- Stepani
- Šalara
- Šeki
- Škocjan
- Šmarje
- Sveti Anton
- Tinjan
- Topolovec
- Trebeše
- Triban
- Trsek
- Truške
- Tuljaki
- Vanganel
- Zabavlje
- Zanigrad
- Zazid
- Zgornje Škofije
- Župančiči